# 飛哥與小佛平行版本角色列表
飛哥與小佛平行版本角色列表列出迪士尼頻道動畫作品《飛哥與小佛》角色的平行設定版本。

## 飛哥與小佛的科學怪物
小佛的爺爺在《The Monster of Phineas-n-Ferbenstein》停留在丹村的福林與富雷察家。外面下大雷雨讓飛哥與小佛沒事可做，所以小佛的爺爺講祖先的故事給他們聽。派瑞找上杜芬舒斯的時候，因為停電把派瑞和杜芬舒斯都困住，而且他們什麼也沒辦法做，杜芬舒斯也對派瑞說自己祖先的故事。兩個故事在某些情況有交集，許多角色也像是主要角色的翻版。
- 飛哥斯坦（Ferbenstein）

與小佛格和兩棲哺乳動物收購破爛。並發明不存在的事物，像是雙頭牛、鴨嘴獸怪物。為了參加怪物比賽，和小佛格一起製造了鴨嘴獸怪物。
- 小佛格

飛哥斯坦的助手。協助飛哥斯坦和兩棲哺乳動物收購破爛。後來幫助飛哥斯坦製造鴨嘴獸怪物參加怪物比賽。
- 凱蒂坦斯

飛哥斯坦與小佛格的家庭女教師，是個憤世忌俗的女家教。愛和暴民告飛哥斯坦與小佛格的狀。喜歡傑洛米亞。
- 傑洛米亞

喜歡凱蒂坦斯。在怪物比賽會場曾說：「凱蒂坦斯，你美的讓我忘了我在哪裡。」，後因凱蒂坦斯變形後，說：「噢！我想起來了。」
- 捷凱杜芬舒斯

非常想讓所有暴民知道自己是個邪惡的科學家，但卻做不出什麼邪惡的東西。
- 鴨嘴獸怪物

巨大的兩棲哺乳動物。比冰箱還大，但比真正的的超大冰箱還小。吃了小精靈捷凱杜芬舒斯。
- 詹姆森

捷凱杜芬舒斯的助手。

## 第二度空間的版本(2nd Dimension)
在《飛哥與小佛電影版：超時空之謎》出現的角色。其中佔大多數的第二時空看起來像是第一時空的翻版，但是性格和背景不一定相同。
詳見《飛哥與小佛電影版：超時空之謎》

## 三石地區
將飛哥與小佛的世界設定搬到公元前27000年，大家都成為穴居人。
- 匪哥嘎與小魔哇（Phinebunk and Gerb）

飛哥與小佛的史前版本，出現在《Tri-Stone Area》，要製造輪子和車子。
- 伊莎貝婁

伊莎貝拉的史前版本，拜訪匪哥嘎與小魔哇問他們在做什麼然後幫忙。
- 不法和巴蕉

布佛和巴捷的史前版本，幫匪哥嘎與小魔哇製造輪子。後來車子做好，不法在後面用雙腳滾車子的後輪。
- 卡蒂絲（Canduk）

凱蒂絲的史前版本，出現在《Tri-Stone Area》，在媽出門的時候想要逮匪哥嘎與小魔哇。最後沒有成功，但是意外取得火焰。
- 卡嚕

凱爾的史前版本，成了一隻拿著香蕉的猴子。
- 杜芬舒斯

杜芬舒斯在這個世界也成了穴居人。雖然他進化得較早，他弟弟羅傑進化得比較完整也住在比較好的地方。杜芬舒斯要用刺棍終結者驅使長毛象趕走羅傑，再霸佔羅傑家。
- 杰洛邦卡（Jerbunk）

杰洛米的史前版本，出現在《Tri-Stone Area》，卡蒂絲也為他著迷。在卡蒂絲帶火焰回去後，和大家一起參加晚上的營火會，吃了卡蒂絲給他的烤肉。

## 杜芬王朝
將飛哥與小佛的世界搬到1542年的中國。
- 飛哥與小佛

飛哥與小佛在這裡處於1542年的中國。由於伊莎貝拉公主被杜芬可汗抓走，他們要和布佛與巴捷通過不可過之不可過河再抵達高不可攀的不可攀高峰找泰瑞大師幫忙。
- 伊莎貝拉公主

未來的統治者，被杜芬可汗抓走，由飛哥與小佛等人救出。最後提到要一個阻止入侵者的裝置。
- 莫來管攝政王

照顧伊莎貝拉公主，對她表示由於杜芬可汗的關係要關注伊莎貝拉公主的安全。
- 杜芬可汗（Doofus Khan）

杜芬舒斯的古中國版本，出現在《Doof Dynasty》。綁架了伊莎貝拉公主，想要統治三省地區。
- 泰瑞大師

泰瑞的古中國版本，出現在《Doof Dynasty》，住在高不可攀的不可攀高峰。飛哥與小佛接受他的訓練後去救公主，在和杜芬可汗決戰的時候再次出現幫飛哥與小佛等人戰勝。

## 小佛神劍
莫來管生病休養，來幫忙照顧他的凱爾拿了一本奇幻故事唸給莫來管聽。飛哥與小佛的角色就這樣出現在故事裡。本集名稱《Excaliferb》改編自電影《王者之劍》而來。
- 凱蒂絲[1]（Candavere）

整天要對母親揭露飛哥和佛騎士要做的事，也想著要和杰洛米紳士約會。在被飛哥和佛騎士的藥水變成怪物以後，為了恢復原狀而追著他們的腳程，最後自己也被捲入和巫師杜芬舒斯的戰鬥。
- 飛哥和佛騎士（Phineas and Ferbalot）

在後院實驗的時候下起大雨，從水坑女神得知這是巫師杜芬舒斯造成的。為了打倒巫師杜芬舒斯，他們要通過理解之橋以渡過憤怒的不確定河，在萬隻怪獸洞穴找到小佛神劍（Excaliferb）。在水精靈伊莎貝拉引導下踏上旅程。
- 水坑女神（The Lady of the Puddle）

湖之女神的女兒，外表類似凡妮莎。在一場雨造成的水坑冒出來，告知飛哥和佛騎士他們的任務。
- 水精靈伊莎貝拉[1]（The magical water sprite Isabel）

跟隨飛哥和佛騎士一起踏上旅程，體型小有翅膀可以飛翔。把飛哥和佛騎士帶到鴨嘴獸客棧，告訴他們可以在那裡召募隊友。後來隊伍在遇到崎嶇岩脈之勿再來河時要大家跳下去，再召喚同伴支援。
- 爵士P（Sir P）

外形是一隻鴨嘴獸，登場時被佛騎士拿來當噴火器。飛哥和佛騎士踏上旅程後，他也接下任務要打倒巫師杜芬舒斯。巫師杜芬舒斯又稱他「鴨嘴龍泰瑞」。
- 巫師杜芬舒斯[1]（Malifishmirtz）

造成大雨的主因，目的是要他創造的午餐肉（又稱兔子）大軍吸水後變大變兇惡，讓他可以用這支大軍征服三州帝國。基地的語音唱完「邪惡企業」以後又為了這個時代還沒有企業概念的事繼續用唱歌的方式解釋。在決戰中不斷被打倒又站起來，結局時被俘虜但是又逃走了。
- 諾姆小矮人（Lawn Norm）

巫師杜芬舒斯的助手。雖然叫做小矮人，事實上身材高大。巫師杜芬舒斯宣稱要他保護花園不受符咒和侏儒侵害。
- 風之子布佛[1]（Bufavulous the Wind Lord）

飛哥和佛騎士在鴨嘴獸客棧遇到的新同伴，手持戰鎚。影射電影《雷神索爾》中的索爾。
- 書呆子巴捷[1]（Baljeetolas of the Nerdling Realm）

飛哥和佛騎士在鴨嘴獸客棧遇到的新同伴，與風之子布佛是同伴。手持弓（影射電影《魔戒》中的主角弓箭手），有長髮和尖耳，頭腦有相當的知識。在大家面對壞脾氣沼澤的時候，提出故事背景還沒出現的「邏輯」概念。
- 侏儒[2]（Troll）

理解之橋的守衛，外貌類似普芬洛斯。她要求隊伍回答問題，但是隊伍直接過河。通過不確定河之後有崎嶇岩脈之勿再來河，但是她沒有在那裡守衛。
- 凱爾

出現在決戰現場附近的山丘，來自約聘國的褐髮騎士，被唸故事的凱爾臨時加入的角色。
- 杰洛米紳士[1]（Jeremiad）

凱蒂絲想要約會的對象，在故事最後和凱蒂絲一起在仲夏節營火晚會。

## 飛哥與小佛與你在做啥廟
飛哥與小佛的世界搬到1914年探險故事的背景，飛哥與小佛以探險家的版本出現。
- 俄亥俄福林與羅德島富雷察（Ohio Flynn and Rhode Island Fletcher）

飛哥與小佛的探險家版本，在印度找到狂暴邁格克曾闖入的食巨人洞找到「你在做啥神廟」的護身符，與杜芬舒斯敵對。
- 杜芬舒斯（Doofenshmirtz）

想要得到「你在做啥」失落的力量，試圖從俄亥俄與羅德島搶奪護身符喚醒玉米巨人神像。
- 諾姆（Norm）

杜芬舒斯的手下，在俄亥俄與羅德島在印度遇上杜芬舒斯時抓住俄亥俄與羅德島。後來被雪怪（snowman）攻擊，俄亥俄與羅德島也逃脫。
- 凱蒂絲（Candace）

一名致力調查俄亥俄與羅德島的每日郵報女記者，在生鏽的鐵鎬酒吧看到俄亥俄與羅德島後打電話給報社主編表示她找到大新聞。後來跟蹤俄亥俄與羅德島，在事件結束後以為自己掌握證據，後來發現相機泡水。
- 伊莎貝拉格拉希夏普羅

俄亥俄與羅德島在生鏽的鐵鎬酒吧遇到的女孩。身份有蛇蠍美人、天真少女、業餘考古學家、合格的水泥師傅、獨力謀生的女孩，也是領有執照的弱女子。因為母親失蹤請俄亥俄與羅德島協尋，實際上受到杜芬舒斯脅迫當間諜。隱藏的身份就是「可惡的雙面間諜」（Dirty Double Crosser）。
- 特務P

一隻鴨嘴獸，出現在生鏽的鐵鎬酒吧。實際上是一名特務，受命阻止杜芬舒斯征服世界的野心。
- 新罕布夏格拉希夏普羅

伊莎貝拉格拉希夏普羅的母親，薇薇安格拉希夏普羅在1914年的版本，被杜芬舒斯抓走當作威脅的籌碼。

## 注解
1. 1 2 3 4 5 6  這裡中文版部分名字沒有隨原名而改變。
2. ↑  原文並不是「gnome」，但中文版譯為侏儒。